# Grenadier-Regiment „Graf Kleist von Nollendorf“ (1. Westpreußisches) Nr. 6
Das Grenadier-Regiment „Graf Kleist von Nollendorf“ (1. Westpreußisches) Nr. 6 war ein Infanterieverband der Preußischen Armee.

## Geschichte
Der preußische König Friedrich II. gründete den Verband am 14. Oktober 1772 aus Abgaben preußischer Garnisonsregimenter und ausländischer Rekruten als Füsilierregiment, mit einer Stärke von zwei Bataillonen zu je einem Grenadier- und fünf Füsilier-Kompanien. Die Grenadier-Kompanien von je zwei Regimentern traten im Falle einer Mobilmachung zu einem Bataillon zusammen.
Am 14. Februar 1788 wurde eine Neuordnung zum 1. Juni desselben Jahres angekündigt: Jedes Infanterieregiment erhielt ein Depot-Bataillon, die die nur noch Garnisondienstfähige aufnahm und im Kriegsfall als Ersatzbataillon dienen soll, die bisher bestehenden Garnisonregiments, wurden aufgelöst und das Regiment wurde in ein Musketierregiment umgewandelt und erhielt als Depotbataillon drei Kompanien des Garnisonregiments „Bärenhauer“; das Regiment bestand aus einem Grenadier- und zwei Musketierbataillons zu je vier Kompanien und dem Depotbataillon zu drei Kompanien.
Am 1. Oktober 1797 erhielten die Deopotbataillone eine 4. Kompanie sowie den Namen III. Musketier-Bataillon; ihre Bestimmung blieb im Wesentlichen dieselbe.
Ab 28. Februar 1799 wurde das Regiment neu geordnet: Durch die Umwandlung von zwei Grenadier-Kompanien in Musketier-Kompanien beinhaltete das Regiment zwei Grenadier-Kompanien, einem I. Bataillon und einem II. Musketier-Bataillon zu je fünf und einem III. Musketier-Bataillon zu vier Kompanien; die Grenadiere von je zwei Regimentern traten wieder zu einem Grenadierbataillon zusammen
Am 20. November 1807 wurde das Regiment abermals neu geordnet: Dem Regiment wurde als leichtes Bataillon dem Füsilier-Bataillon „von Wakenitz“ und die III. Musketier-Bataillone der Regimenter „von Kauffberg“ und „Jung-Larisch“ zugeteilt.
1813 wurden ein III. Musketier- und vier Reserve-Bataillons errichtet und wurde das III. Bataillon an das Regiment Nr. 12 abgegeben. Am 14. Oktober 1814 wurden die beiden Grenadierkompanien an das Regiment Franz abgegeben, sie wurden dort 5. und 6. Kompanie. 1859 fanden starke Abgaben, auch an Offizieren, an das Regiment Nr. 46. statt. Am 27. September 1866 wurden die 13., 14. und 15. Kompanie an das Regiment Nr. 82 abgegeben. Weitere Abgaben folgten 1881 (7. Kompanie an Regiment Nr. 99), 1887 (8. Kompanie an Regiment Nr. 53) und 1897 (IV. Bataillon an Regiment Nr. 155). 1893 wurde ein IV. (Halb-)Bataillon errichtet.

### Standorte
Standorte waren Preußisch Holland (1772), Ostpreußen (wechselnd: Thorn, Marienburg und Mühlhausen; 1793), Ermland-Masuren (Rastenburg, Rößel, Angerburg und Lyck; 1799), wechselnd (Rastenburg, Frankfurt (Oder), Berlin und Breslau; 1807), Posen, Fraustadt und Rawitsch (1817), Glogau (1820, daneben bis 1826 in Schweidnitz), Posen (1833, daneben bis 1833 Rawitsch sowie 1834/35 Krotoschin und Zduny), Glogau, Liegnitz (1836, daneben bis 1848 Krotoschin und Zduny sowie 1848–1851 Fraustadt), Posen (1851), Glogau, Schweidnitz und Fraustadt (1855) sowie Posen (1860), daneben bis 1883 in Samter.

### Benennung
- Bis 1808 wurde das Regiment nach den Chefs benannt.
- Ab 7. September 1808: 1. Westpreußisches Infanterie-Regiment
- Ab 5. November 1816: 6. Infanterie-Regiment (1. Westpreußisches)
- Ab 10. März 1823: 6. Infanterie-Regiment
- Ab 4. Juli 1860: 1. Westpreußisches Grenadier-Regiment Nr. 6
- Ab 27. Januar 1889: Grenadier-Regiment „Graf Kleist von Nollendorf“ (1. Westpreußisches) Nr. 6

Die Stammnummer war bis 7. September 1808 Nr. 52 und dann Nr. 6.

### Einsätze
Das Regiment wurde im Bayerischen Erbfolgekrieg  am Gefecht bei Zuckmantel (14. Januar 1779) teil. 1794 kam es zum Kościuszko-Aufstand, bei dem das Regiment in der Schlacht bei Szczekociny kämpfte. Weitere Schlachten waren der Vierte Koalitionskrieg, der Russlandfeldzug 1812.

### Posen
Bei der Unterdrückung des Polnischen Aufstandes in der Provinz Posen kam das Regiment am 5. Mai bei Obornik und am 8. Mai 1848 bei Rogalin zum Einsatz. Auch bei der Niederschlagung des Januaraufstandes wurde der Verband am 3. März 1863 bei Skompe eingesetzt.

### Deutscher Krieg
Im Krieg gegen Österreich nahm das Regiment am 27. Juni 1866 zunächst an der Schlacht bei Nachod teil. Daran schloss sich Kämpfe bei Skalitz, Schweinschädel, Gradlitz und Königgrätz an.

### Deutsch-Französischer Krieg
Nach der Mobilmachung war der Verband bei der 3. Armee am 4. August 1870 zunächst in die Schlacht bei Weißenburg eingebunden. Vier Tage später kämpfte es bei Wörth und Ende des Monats bei Stonne. Nach der Teilnahme an der Schlacht von Sedan wurde das Regiment vom 19. September 1870 bis zum 28. Januar 1871 bei der Einschließung und Belagerung von Paris eingesetzt.

### Erster Weltkrieg
Am 2. August 1914 wurde das Regiment gemäß dem Mobilmachungsplan mobilisiert. Neben dem ins Feld rückenden Regiment stellte es ein Ersatzbataillon zu vier Kompanien sowie zwei Rekruten-Depots auf. Am 12. September 1916 wurden die 8. und die 9. Kompanie zur Bildung des Infanterie-Regiments Nr. 398 abgegeben. Am 3. September 1918 erhielt das Regiment eine eigene MW-Kompanie, die aus Teilen der Minenwerfer-Kompanie Nr. 10 gebildet wurde.

### Verbleib
Nach Kriegsende traf das Regiment am 25./27. Dezember 1918 wieder in der Garnison in Posen ein, verlegte am 31. Dezember 1918 nach Trachenberg und wurde über die Abwicklungsstelle in Görlitz demobilisiert. Aus Teilen bildete sich im Januar 1919 das Freiwilligen Grenadier-Regiment 6 mit zwei Bataillonen und einer MW-Kompanie, dass im Grenzschutzabschnitt Trachenberg zum Einsatz kam. Das Regiment wurde am 7. Juli 1919 aufgelöst und die Reste gingen im I. Bataillon des Reichswehr-Schützen-Regiments 9 auf.
Die Tradition übernahm in der Reichswehr durch Erlass des Chefs der Heeresleitung General der Infanterie Hans von Seeckt vom 24. August 1921 die in Görlitz stationierte 10. Kompanie des 8. (Preußisches) Infanterie-Regiments. In der Wehrmacht führte das II. Bataillon des Infanterie-Regiments 30 die Tradition fort.

## Regimentschefs
| Dienstgrad                                                   | Name                           | Datum                                     |
| ------------------------------------------------------------ | ------------------------------ | ----------------------------------------- |
| Generalmajor/Generalleutnant                                 | Christian August von Lengefeld | 14. Oktober 1772 bis 16. März 1785        |
| Generalmajor/Generalleutnant                                 | Wilhelm von Schwerin           | 05. April 1785 bis 10. Mai 1795           |
| Generalmajor/Generalleutnant                                 | Franz Joachim von Reinhardt    | 19. Mai 1795 bis 3. Dezember 1806         |
| Generalmajor                                                 | Carl Friedrich von Hamberger   | 28. Januar 1806 bis 1. Juli 1811          |
| Generalleutnant/General der Infanterie/ Generalfeldmarschall | Friedrich von Kleist           | 31. März 1814 bis 17. Februar 1823        |
| Generalleutnant/General der Infanterie                       | Karl von Grolman               | 09. September 1835 bis 15. September 1843 |
| General der Kavallerie                                       | Leopold von Österreich         | 18. September 1858 bis 24. Mai 1898       |

## Kommandeure
| Dienstgrad            | Name                                  | Datum                                                          |
| --------------------- | ------------------------------------- | -------------------------------------------------------------- |
| Oberst                | George Lorenz von Pirch               | 14. Oktober 1772                                               |
| Oberst                | Wilhelm Heinrich von der Goltz        | 17. September 1777                                             |
| Oberst                | Karl Ernst von Bose                   | 13. Juni 1780                                                  |
| Oberst                | Friedrich August von Behmann          | 01. April 1786                                                 |
| Oberst                | Hans Christoph von Natzmer            | 10. Mai 1788                                                   |
| Oberst/Generalmajor   | Johann Friedrich von Krajewski        | 14. Februar 1799 bis 19. Januar 1807                           |
| Oberstleutnant        | Karl von Stoesser                     | 20. Januar 1807 bis 3. Oktober 1808                            |
| Major                 | August Ernst von Kamptz               | 04. Oktober 1808 bis 13. März 1810                             |
| Major                 | Ludwig von Willisen                   | 14. März 1810 bis 30. September 1811                           |
| Major                 | Ludwig von Schmalensee                | 01. Oktober 1811 bis 4. Juni 1813 (mit der Führung beauftragt) |
| Oberstleutnant        | Ludwig von Schmalensee                | 05. Juni bis 3. September 1813                                 |
| Oberstleutnant        | Johann Friedrich Jakob von Kemphen    | 20. September 1814 bis 22. Mai 1815                            |
| Oberstleutnant/Oberst | Engelhardt Ludwig Stach von Goltzheim | 01. September 1815 bis 18. April 1819                          |
| Oberstleutnant/Oberst | Christian Adolf von Roebel            | 08. Juli 1819 bis 8. Mai 1823                                  |
| Oberst                | Ferdinand von Rohr                    | 01. Dezember 1823 bis 29. März 1829                            |
| Oberst                | August von Sommerfeld                 | 30. März 1829 bis 19. Juli 1834                                |
| Oberstleutnant        | Stanislaus Trautwein von Belle        | 20. Juli 1834 bis 29. März 1835 (mit der Führung beauftragt)   |
| Oberst                | Gottfried von Bockelmann              | 30. März 1835 bis 17. August 1837                              |
| Oberst                | Gustav von der Heyde                  | 18. August 1837 bis 29. März 1840                              |
| Oberst                | Philipp von Uttenhoven                | 30. März 1840 bis 28. Juli 1842                                |
| Oberstleutnant        | Friedrich Leopold Palm                | 29. Juli 1842 bis 9. Januar 1843 (mit der Führung beauftragt)  |
| Oberstleutnant/Oberst | Friedrich Leopold Palm                | 10. Januar 1843 bis 5. Juni 1848                               |
| Oberstleutnant/Oberst | August von Goldbeck                   | 06. Juni 1848 bis 14. April 1852                               |
| Oberstleutnant/Oberst | Friedrich Kappe                       | 15. April 1852 bis 6. Mai 1857                                 |
| Oberst                | Karl von Toll                         | 7. Mai 1857 bis 30. Mai 1859                                   |
| Oberstleutnant        | Friedrich Tischer                     | 31. Mai 1859 bis 12. August 1861                               |
| Oberst                | Adolf von Glümer                      | 13. August 1861 bis 13. Juni 1866                              |
| Oberstleutnant/Oberst | Karl von Scheffler                    | 14. Juni 1866 bis 8. Januar 1868                               |
| Oberst                | Adolf von Flöckher                    | 09. Januar 1868 bis 1. November 1871                           |
| Oberstleutnant/Oberst | Hugo von Pannwitz                     | 04. November 1871 bis 14. Juni 1875                            |
| Oberstleutnant        | Albert von Kalinowski                 | 15. Juni bis 21. Juli 1875 (mit der Führung beauftragt)        |
| Oberstleutnant/Oberst | Albert von Kalinowski                 | 22. Juli 1875 bis 10. März 1882                                |
| Oberst                | Otto von Schultzendorff               | 11. März 1882 bis 14. April 1887                               |
| Oberst                | Theodor Unger                         | 16. April 1887 bis 23. März 1890                               |
| Obert                 | Walter von Prittwitz und Gaffron      | 24. März 1890 bis 14. Juli 1893                                |
| Oberst                | Maximilian von Mützschefahl           | 15. Juli 1893 bis 26. Januar 1895                              |
| Oberst                | Robert von Blumenthal                 | 27. Januar 1895 bis 11. Januar 1896                            |
| Oberst                | Maximilian von Prittwitz und Gaffron  | 27. Januar 1896 bis 13. Dezember 1897                          |
| Oberstleutnant/Oberst | Kuno von Kameke                       | 14. Dezember 1897 bis 17. Januar 1901                          |
| Oberst                | Franz von Massenbach                  | 18. Januar 1901 bis 23. April 1904                             |
| Oberst                | Wilhelm von Ditfurth                  | 24. April 1904 bis 13. August 1908                             |
| Oberstleutnant        | Hans Blaurock                         | 14. August bis 18. November 1908                               |
| Oberst                | Karl Dieffenbach                      | 19. November 1908 bis 21. April 1912                           |
| Oberst                | Kurt von Gallwitz-Dreyling            | 22. April 1912 bis 1. August 1914                              |
| Oberstleutnant        | Otto Heyn                             | 02. bis 22. August 1914                                        |
| Oberstleutnant        | Max Louis Leopold von Kaisenberg      | 22. August 1914 bis 15. Dezember 1916                          |
|                       | Baetzdorff                            | 28. Dezember 1916 bis 1. November 1917                         |
| Major                 | Otto Grußdorf                         | 02. November 1917 bis Auflösung                                |

## Uniform
Die Kragen, Aufschläge, Patte und Regimentsnummer waren rot und die Schulterkappe weiß.